# Graptolithina

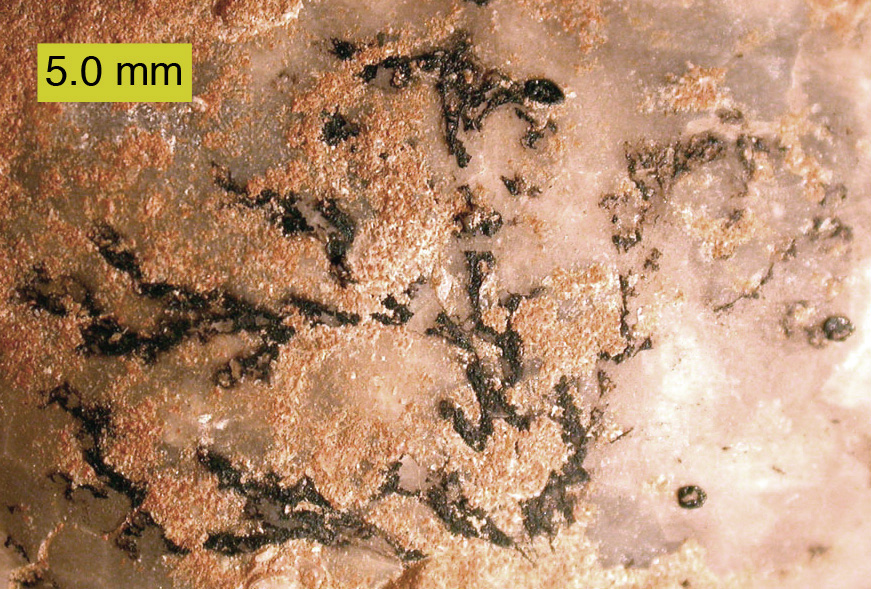
Thallograptus sphaericola

Os graptólitos foram organismos coloniais pertencentes à classe Graptolithina (do grego graptos, escrita + lithos, rocha) do filo Hemichordata, que habitaram os mares do Paleozoico. O grupo surgiu no Câmbrico superior e extinguiu-se no Carbónico inferior (ca. 523 – ca. 330 milhões de anos).
A colónia de graptólitos era constituida por um esqueleto colonial, o rabdossoma, composto por várias cápsulas denominadas tecas que albergavam os organismos indivíduais. As tecas eram compostas de colagénio e uniam-se umas às outras através do nema que suportava a estrutura. Os rabdossomas dos graptólitos podem apresentar uma ou várias estirpes, ou ramos, e são classificados pelos paleontólogos de acordo com a relação geométrica entre estirpes e nema. Devido à natureza proteica do esqueleto colonial, os fósseis de graptólitos são abundantes apenas em rochas sedimentares depositadas em ambientes calmos e anóxicos, como xistos ou calcários negros ricos em matéria orgânica. O colagénio das tecas devia ser destruido em ambientes sedimentares mais oxidados ou turbulentos.
Os graptólitos dendróides formavam colónias de rabdossoma simples que viviam fixas ao fundo do mar. No Ordovícico inferior, estas formas sésseis deram origem aos graptólitos graptolóides planctónicos. Graças ao modo de vida livre, os graptolóides são comuns nos sedimentos do Paleozoico inferior atribuíveis a águas profundas detende, por isso, enorme importância estratigráfica como fósseis de idade. Os gratolóides extinguiram-se mais cedo que os dendróides, no Devónico inferior.

## Classificação
A classe Graptolithina divide-se em seis ordens:
- Ordem Dendroidea -  graptólitos dendróides (Câmbrico Médio -Carbonífero Inferior)
  - Família Dendrograptidae
  - Família Ansiograptidae
  - Família Acanthograptidae
  - Família Ptilograptidae
- Ordem Tuboidea - graptólitos tubóides (Ordoviciano Inferior - Siluriano)
  - Família Tubidendridae
  - Família Idiotubidae
- Ordem Camaroidea - graptólitos camaróides (Ordoviciano)
  - Família Bithecocamaridae
  - Família Cysticamaridae
- Ordem Crustoidea - graptólitos crustóides (Ordoviciano)
  - Família Wimanicrustidae
  - Família Hormograptidae
- Ordem Stolonoidea - graptólitos estolonóides (Ordoviciano)
  - Família Stolonodendridae
- Ordem Graptoloidea - graptólitos graptolóides (Ordovícico Inferior -Devónico Inferior)
  - Família Dichograptidae
  - Família Sinograptidae
  - Família Abrograptidae
  - Família Corynoididae
  - Família Nemagraptidae
  - Família Dicranograptidae
  - Família Glossograptidae
  - Família Cryptograptidae
  - Família Diplograptidae
  - Família Lasiograptidae
  - Família Dicaulograptidae
  - Família Peiragraptidae
  - Família Retiolotidae
  - Família Archiretiolidae
  - Família Dimorphograptidae
  - Família Monograptidae
  - Família Cyrtograptidae
- Ordem Dithecoidea